# 67-й гвардейский мотострелковый полк

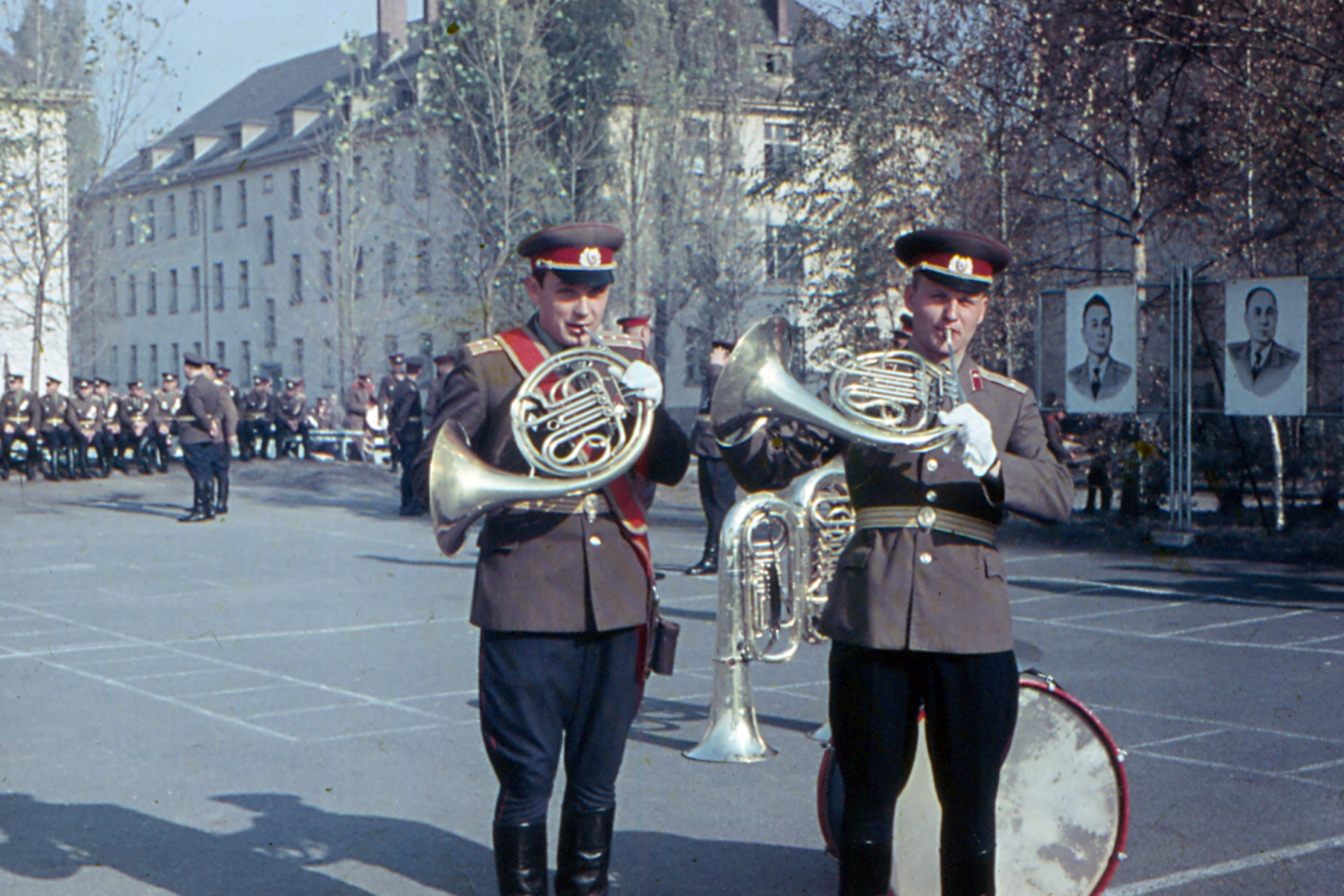
Плац и казарма танкового батальона 67-го гвардейского мсп. Гримма, 1970 год.

67-й гвардейский мотострелковый Яро́славский Краснознамённый орденов Суворова, Кутузова и Богдана Хмельницкого полк — гвардейская мотострелковая воинская часть стрелковых войск (позже мотострелковых войск (МСВ)), Советской армии ВС Союза ССР.
Сокращённое действительное наименование формирования, применяемое в рабочих документах — 67 гв. мсп. Во время Великой Отечественной войны имела другие наименование и состав, перед демобилизацией Советского Союза была 21 гв. (10-я) механизированная бригада 8-го гвардейского (3-го) мехкорпуса 1 Гв. ТА. После войны, часть в составе 20-й гвардейской мотосд 1 Гв. ТА и 8 Гв. А ГСВГ и ЛенВО.

## История
Полк мотострелков (ранее Бригада) имели действительные наименование:

### Формирование
Механизированное соединение (корпус, на базе 8-го танкового корпуса) сформировано в городе Калинин в сентябре — октябре 1942 года, как 3-й мехкорпус. В составе управления, 1-й, 3-й, 10-й механизированных, 1-й гвардейской и 49-й танковой бригад и ряда частей. Корпус вошёл в состав 22 А Калининского фронта. 67-й гвардейский мотострелковый полк был сформирован 19 сентября 1942 года, как 10-я мехбригада.
Состав бригады, при сформировании:
- Управление бригады
- 17-й танковый полк[2]
- 1-й мотострелковый батальон
- 2-й мотострелковый батальон
- 3-й мотострелковый батальон
- Артиллерийский дивизион
- Зенитный артиллерийский дивизион (Зенитно-пулемётная рота)
- Инженерно-минная рота
- Автотранспортная рота
- Разведывательная рота
- Санитарный взвод

### Боевой путь
До ноября 1943 года мехбригада в составе корпуса находилась в Резерве Верховного Главнокомандования ВС Советского Союза, затем направлена на 1-й Украинский фронт, на котором воевала до сентября 1944 года, после чего выведена в резерв, где находилась в октябре — ноябре. С декабря 1944 года и до окончания войны — на 1-м Белорусском фронте. Указом Президиума Верховного Совета от 23 октября 1943 года за образцовое выполнение боевых заданий командования на фронте борьбы с немецкими захватчиками и проявленные при этом доблесть и мужество бригада награждена Орденом Красного Знамени.
23 октября 1943 года 10-я механизированная бригада за образцовое выполнение боевых заданий на фронте борьбы с немецкими захватчиками и проявленные при этом доблесть и мужество личным составом соединения, ему присвоено почётное звание «Гвардейская», назначен новый войсковой № и она переименована в 21 гв.мбр. А её 17-й тп в 69-й гвардейский танковый Сандомирский Краснознамённый ордена Александра Невского полк.

### Послевоенный период

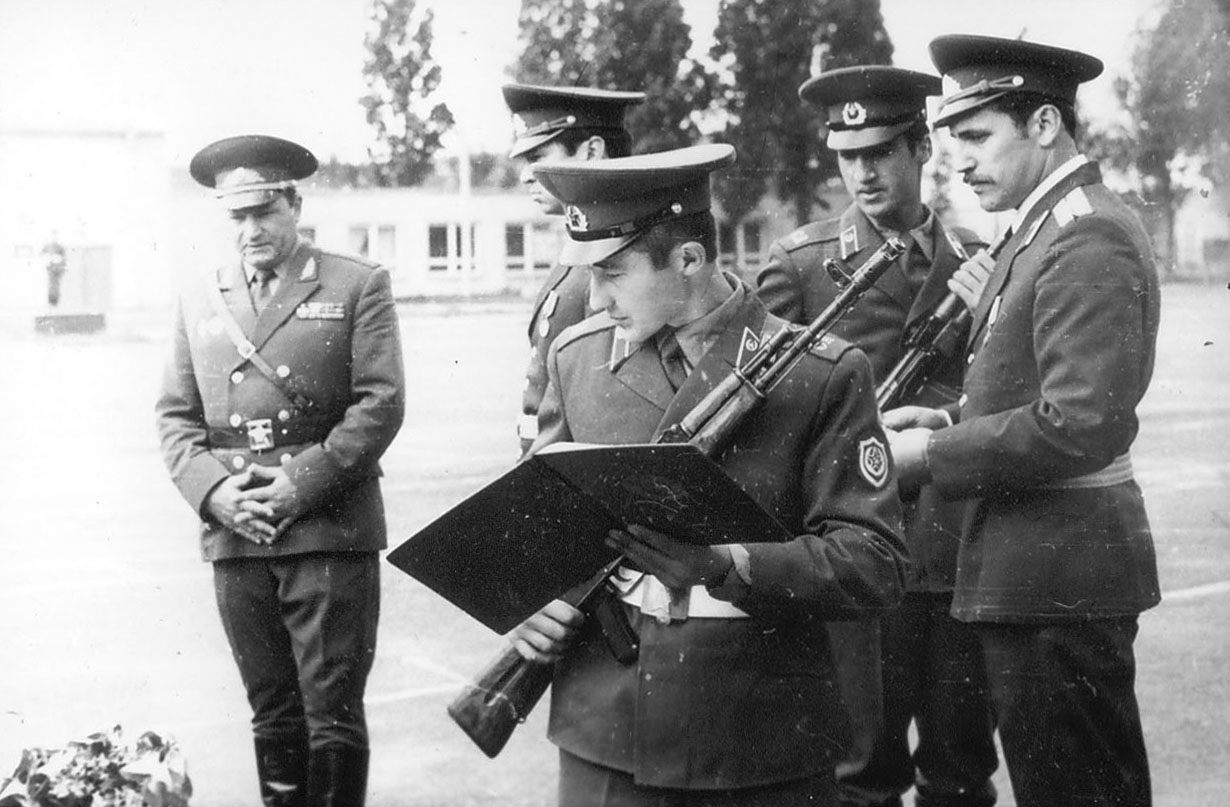
Комдив Головнев на Присяге в 67-м полку, весна 1983 года.

Во второй половине 1945 года, в связи с демобилизацией Союза ССР, 8-й гвардейский механизированный корпус был переформирован в 8-ю гвардейскую механизированную дивизию 1-й гвардейской механизированной армии Группы советских оккупационных войск в Германии.
В 1946 году дивизия была скадрована в 8-й гвардейский отдельный кадровый механизированный полк. В 1949 году была вновь развёрнута 8-я гвардейская механизированная дивизия. В 1957 году 8-я гвардейская механизированная дивизия была переформирована в 20-ю гвардейскую мотострелковую Прикарпатско-Берлинскую дивизию, а её 21-й гвардейский механизированный полк в 67-й гвардейский мотострелковый Ярославский Краснознамённый орденов Суворова и Богдана Хмельницкого полк. Пункт дислокации Гримма ГСВГ.
С 1957 по 1964 год входил в состав 20-й гв. мсд 18-й гвардейской общевойсковой армии (Форст Цинна), затем в состав 8-й гв. А (Веймар) (Нора)и в 1983 дивизия была передана в состав 1-й гвардейской танковой армии (Дрезден). 

### Операция «Дунай»

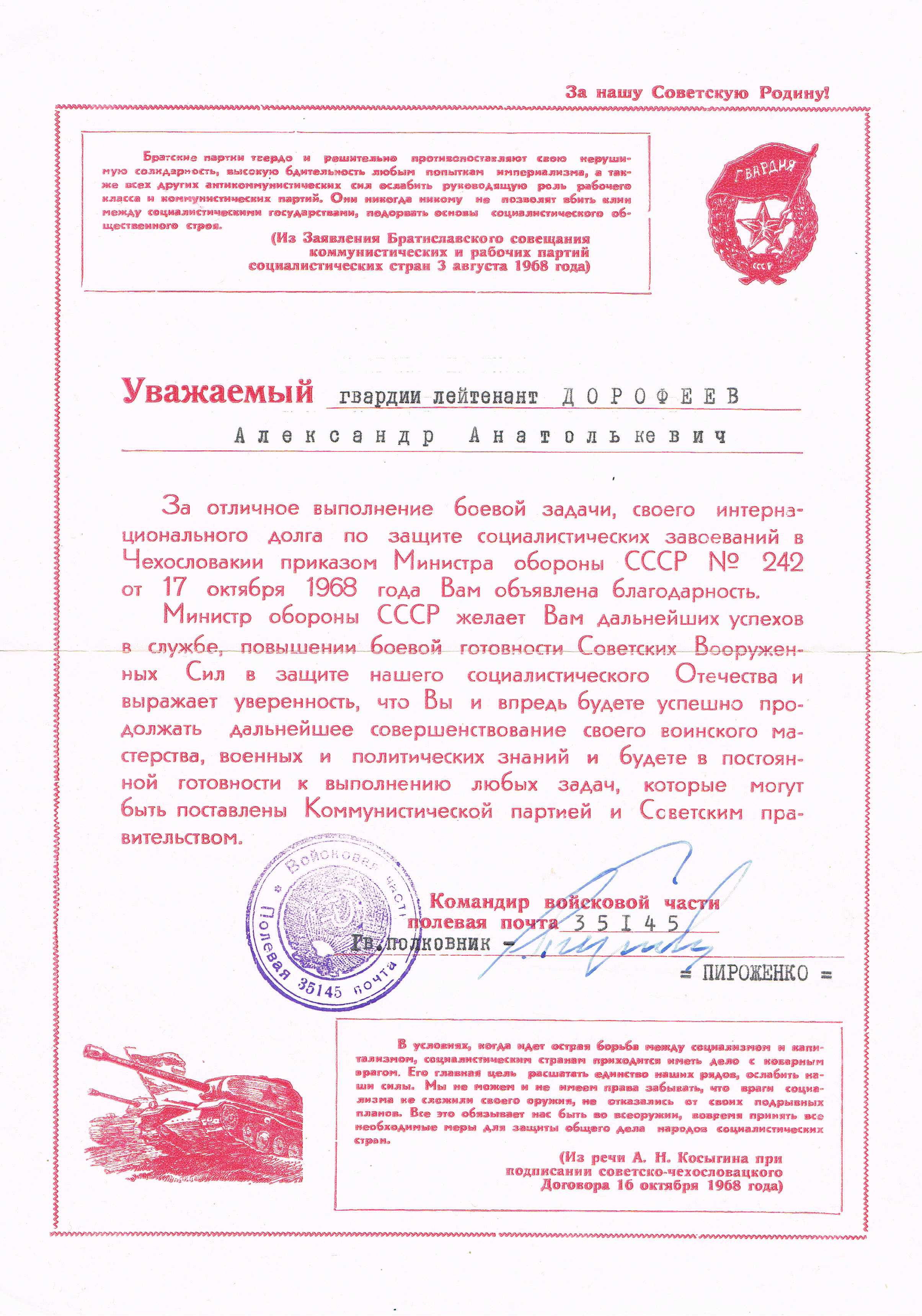
Благодарность Министра обороны СССР. Приказ № 242 от 17.10.1968. Операция «Дунай». ГДР. ГСВГ. Гримма. 67-й гв. мсп

В период с 13 мая по 5 ноября 1968 года полк в составе дивизии участвовал в операции «Дунай» и выполнял ответственное правительственное задание по ликвидации контрреволюции в ЧССР. На период операции «Дунай» 20-я гв. мсд вошла в оперативное подчинение 1-й гв. ТА 20 августа 1968 года дивизия получила задачу на переход государственной границы ГДР с ЧССР. C 21 августа 1968 года части дивизии блокировали соответствующие объекты в районе города Бор.
Приказом Министра обороны СССР от 17 октября 1968 года № 242 за образцовое выполнение задания командования и интернационального долга по оказанию помощи трудящимся Чехословакии в борьбе с контрреволюционными элементами и проявленные при этом отвагу и мужество всему личному составу полка, участникам операции «Дунай» объявлена благодарность.
Накануне вывода войск из Германии полк имел в своём составе:
30 Т-80; 142 БМП (59 БМП-2, 84 БМП-1, 7 БРМ-1К), 7 БТР-70; 18-2С1 «Гвоздика», 18 — 2С12 «Сани»;
9 БМП-1КШ, 3 ПРП-3,4, 2 РХМ; 3 БРЭМ-2, 2 ПУ-12, 7 МТ-ЛБТ, 2 МТ — 55 А

### Переформирование
В 1995 году в целях увековечивания боевой славы 67-го гвардейского мотострелкового Ярославского Краснознамённого орденов Суворова, Кутузова и Богдана Хмельницкого полка 19 мсп Печенга ЛенВО переданы его Боевое Знамя, почётные наименования, звание регалии и исторический формуляр.

### В Вооружённых Силах России
Полк базировался на 19-м километре от Печенги вдоль автодороги Мурманск — Киркенес (Норвегия).
В 1997 году при переформировании 131 мсд в 200 омсбр, полк с 1.12.1997 был переформирован в 583-й гвардейский отдельный мотострелковый Ярославский Краснознамённый орденов Суворова, Кутузова и Богдана Хмельницкого батальон. Командовал переформированием 67 гв.мсп в 583-й гв. омсб генерал-майор Романенко С. А..
С 2012 года бригада вошла в состав Северного флота Западного военного округа.

## Знаки отличия
- «Гвардейский»
- Почётное наименование «Ярославский» (по имени польского города Ярослав) — В ознаменование одержанной победы и за отличие в боях за освобождение города Ярослав. Приказ Верховного Главнокомандующего № 0257 от 10.08.1944 года.
- Орден Красного Знамени — За образцовое выполнение боевых заданий командования на фронте борьбы с немецкими захватчиками и проявленные при этом доблесть и мужество (по преемственности от 10-й механизированной бригады)[5]
- Орден Богдана Хмельницкого II степени — За образцовое выполнение заданий командования в боях с немецкими захватчиками в предгорьях Карпат, выход на нашу юго-западную государственную границу и проявленные при этом доблесть и мужество. Указ Президиума Верховного Совета СССР от 18.04.1944 года.
- Орден Суворова II степени — За образцовое выполнение заданий командования в боях с немецкими захватчиками при прорыве обороны немцев восточнее города Штаргард и овладении городами Бервальде, Темпельбург, Фалькенбург, Драмбург, Вангерин, Лабес, Фрайенвальде, Шифельбайн, Регенвальде, Керлин и проявленные при этом доблесть и мужество. Указ Президиума Верховного Совета СССР от 26.04.1945 года.
- Орден Кутузова II степени — За образцовое выполнение заданий командования в боях с немецкими захватчиками и проявленные при этом доблесть и мужество.

## Командование

### В период войны
Командир соединения
- полковник Яковлев, Иван Иванович 30.01.1943—30.04.1944
- подполковник Зудов, Леонид Алексеевич 30.04.1944—23.07.1944
- подполковник Темник, Абрам Матвеевич 23.07.1944—25.09.1944
- гвардии полковник Кошелев, Иван Андреевич 25.09.1944—20.02.1945
- гвардии полковник Лактионов, Пётр Ефимович 20.02.1945—26.04.1945
- гвардии полковник Лашков, Михаил Иванович 27.04.1945—09.05.1945

Заместитель командира соединения по политчасти
- подполковник Арутюнян, Новосард Тевонович 30.01.1943—07.07.1943
- подполковник, гвардии подполковник Зайцев, Фока Емельянович 10.07.1943—17.11.1943
- гвардии подполковник Солодахин, Пётр Иванович 12.11.1943—18.11.1944
- гвардии майор Иофис, Григорий Абрамович 20.11.1944—20.01.1945

Начальник штаба соединения
- подполковник Липатенков Фёдор Петрович (до 30.04.1943), врио капитан Макарец Алексей Кондратьевич (с 30.04.1943 — 5.05.1943, затем зам. НШ по опер/р), майор Ковалёв, Фёдор Григорьевич 6.05.1943—09.01.1944
- гвардии майор Геллер, Мендель Хаимович 09.01.1944—09.05.1945

### Командование после войны
Командиры полка
- 195?—1959 — гвардии полковник Монастырский Б. Л.
- 1960—1962 — гвардии полковник Лях, Николай Локтионович[6] Герой Советского Союза
- 1966—1969 — гвардии полковник Пироженко
- 1969—1970 — гвардии полковник Костин
- 1970—1973 — гвардии подполковник Карпов
- 1973—1976 — гвардии подполковник Пишаков
- 1976—1978 — гвардии подполковник Муращенко
- с лета 1978 — гвардии подполковник Фрунзе
- 1980—1982 — гвардии подполковник Григорьев
- 1982—1985 — гвардии подполковник Фаюстов
- 1985—1987 — гвардии подполковник Петенко В. П.
- 1987—1990 — гвардии полковник Шкруднев Алексей Иванович
- 1990—1992 — гвардии полковник Новичков Виктор Викторович.
- 1992—1992 — гвардии подполковник Егоров
- 1992—1994 — гвардии подполковник Запорожан И. В. Герой Советского Союза[7]
- 1996?—1997 — гвардии полковник Кулахметов Марат Минюрович

Заместители командира полка
- 1982 — ЗКПЧ гвардии подполковник Маркевич
- 1983 — НШ гвардии майор Потапов,Алексей Юрьевич генерал-полковник, заместитель секретаря Совета безопасности России
- 1985 — НШ Ремез

## Отличившиеся воины
Герои Советского Союза
| №  | Фамилия Имя Отчество          | Дата Указа | Должность | Звание                    | Примечания                                                |
| -- | ----------------------------- | ---------- | --- | ------------------------- | --------------------------------------------------------- |
| 1  | Бойко, Иван Никифорович       | 10.01.1944 | командир 69 гвардейского танкового полка 21 гвардейской механизированной бригады                                  | гвардии подполковник      |                                                           |
| 2  | Закурдаев, Степан Алексеевич  | 26.04.1945 | наводчик противотанкового ружья 1-го мотострелкового батальона 21-й гвардейской механизированной бригады          | гвардии ефрейтор          |                                                           |
| 3  | Кабалин, Николай Петрович     | 26.04.1944 | помощник командира взвода мотострелкового батальона 21-й гвардейской механизированной бригады                     | гвардии сержант           |                                                           |
| 4  | Корольков, Иван Фёдорович     | 26.04.1944 | автоматчик мотострелкового батальона 21-й гвардейской механизированной бригады                                    | гвардии младший сержант   |                                                           |
| 5  | Кунец, Александр Николаевич   | 31.05.1945 | пулемётчик разведывательной роты 21-й гвардейской механизированной бригады                                        | гвардии сержант           |                                                           |
| 6  | Лактионов, Пётр Ефимович      | 31.05.1945 | командир 21-й гвардейской механизированной бригады                                                                | гвардии полковник         | умер от ран 26.04.1945 г. Похоронен в Тиргартене, Берлин. |
| 7  | Мякишев, Иван Спиридонович    | 31.05.1945 | командир взвода 21-й гвардейской механизированной бригады                                                         | гвардии младший лейтенант |                                                           |
| 8  | Сулима, Андрей Михайлович     | 26.04.1944 | командир роты 69-го гвардейского танкового полка 21-й гвардейской механизированной бригады                        | гвардии лейтенант         |                                                           |
| 9  | Томашевский, Казимир Адамович | 31.05.1945 | командир мотострелкового батальона 21-й гвардейской механизированной бригады                                      | гвардии капитан           |                                                           |
| 10 | Трункин, Павел Ефимович       | 24.05.1944 | первый номер пулемётного расчёта 21-й гвардейской механизированной бригады                                        | гвардии рядовой           | умер от ран 2.08.1944 г.                                  |
| 11 | Чергин, Виктор Степанович     | 26.04.1944 | командир отделения роты автоматчиков 69-го гвардейского танкового полка 21-й гвардейской механизированной бригады | гвардии сержант           |                                                           |

 Кавалеры ордена Славы 3-х степеней
| № | Фамилия Имя Отчество           | Дата Указа               | Должность                                                                                                  | Звание                  | Примечания |
| - | ------------------------------ | ------------------------ | --- | ----------------------- | ---------- |
| 1 | Газизов, Мустафа Шакирович     | 23.09.1944               | командир отделения взвода разведки 69 гвардейского танкового полка 21 гвардейской механизированной бригады | гвардии старшина        |            |
| 2 | Кудряшов, Константин Сергеевич | перенаграждён 24.10.1966 | командир пулемётного отделения 21-й гвардейской механизированной бригады                                   | гвардии сержант         |            |
| 3 | Хомяков, Виктор Павлович       | 31.05.1945               | помощник командира отделения роты противотанковых ружей 21-й гвардейской механизированной бригады          | гвардии старший сержант |            |